# Кастро, Мануэль Бенито де
Мануэль Бенито де Кастро-Аркайа (исп. Manuel Benito de Castro Arcaya, 21 января 1751 — 5 марта 1826) — южноамериканский политический деятель.
Мануэль Бенито де Кастро родился в 1751 году в Санта-Фе-де-Богота, вице-королевство Новая Гранада; его родителями были Мануэль Бенито де Кастро и Тереса Диас Аркайа-и-Гумусио. В молодости он учился у иезуитов, из-за чего получил прозвище «отец Мануэль»
.
Во время революционных событий в Южной Америке Мануэль Бенито де Кастро проявил себя сторонником создания сильного централизованного государства, и попал в кабинет Антонио Нариньо. Когда в июне 1812 года Нариньо отправился к Тунхе воевать с «федералистами», то оставил его вместо себя президентом Кундинамарки (официально утверждён в должности 19 августа).
Мануэль Бенито де Кастро был весьма эксцентричным человеком. Он одевался по моде 1767 года, а одним из условия принятия им президентства было то, что он имеет право покидать на некоторое время заседания Конгресса, чтобы выгулять своего пса. Он не смог нормально управлять страной в сложное время, и в сентябре Нариньо был вынужден забрать власть обратно.
Когда Испания восстановила власть в Новой Гранаде, Пабло Морильо не стал казнить Кастро, явно не представлявшего опасности для властей, а просто сослал его в Тунху. Кастро вернулся в Боготу после изгнания роялистов.